# France (paquebot en projet)
Pour les articles homonymes, voir France (homonymie).
Le France est un projet de paquebot Loironnais mené par Didier Spade. Depuis 2015, ce projet pour un navire « fabriqué en France » est à la recherche d'un financement.
Le siège social de l'armateur se situe à Paris dans le port de Grenelle au bord de la Seine.

## Histoire

### Naissance du projet
Ce projet, monté par l'armateur Didier Spade, patron de Paris Yacht Marina, est né d'une vocation familiale dans le design et l'exploitation de bateaux. Une équipe de professionnels de la croisière, de la finance, du design et de l’architecture navale a été constituée afin de mener ce projet jusqu'à son terme. En 2010, des obligations ont été émises pour financer les études, et des relations ont été engagées avec les Chantiers de l'Atlantique à Saint-Nazaire, qui ont déjà travaillé à la construction et à l'aménagement de prestigieux navires. Pour autant, en 2022, faute de financement, le début de construction du nouveau paquebot France n'est pas envisagé avant 2024.

### Conception et construction
En 2011, le projet initial s'articule autour d'un navire de moyenne capacité conçu et construit aux chantiers STX de Saint-Nazaire : 260 mètres de long, 640 passagers et environ 600 membres d'équipage, 300 suites réparties sur 17 ponts, 8 restaurants, un casino et de nombreux autres lieux de loisir. La mise à l'eau était envisagée en 2015.
En 2017, faute de financement, Didier Spade est contraint de revoir ses ambitions fortement à la baisse. Il envisage désormais un navire aux dimensions très modestes : 35 000 tonnes, 190 mètres de long sur 26 mètres de large, avec à peine 450 passagers. Son architecture rappellerait néanmoins celle de son célèbre et illustre prédécesseur, le France, avec deux cheminées rouge et noire. Il serait la propriété de la société par actions simplifiée « Le Nouveau France » et battrait pavillon français. La livraison est alors estimée vers 2021/2022, si commande en 2018.
En mars 2020, en conséquence de la pandémie de Covid-19 et sans certitude sur la reprise du marché de la croisière, la levée de fonds est annulée et aucune date n'est avancée pour l'actualisation et la reprise de celle-ci.

## Caractéristiques

### Aspects techniques

#### Architecture de la coque
La proue du paquebot serait élancée, tandis que la poupe serait entièrement ouverte sur la mer. La coque blanche serait surmontée de deux superstructures noires rayées de rouge, en référence aux cheminées du France. Elles seraient aménagées et abriteraient divers espaces de vie et seront la particularité du design extérieur du navire.

#### Propulsion
Malgré un faible tirant d'eau de 6,80 mètres, la vitesse du navire serait de 13 nœuds. Sa propulsion serait assurée par une machinerie à bicarburation (gazole et gaz naturel liquéfié), participant aux efforts d'économie d'énergie.

### Installations

#### Aménagements intérieurs
Un design moderne habillerait le navire. Cependant, le pont 8 offrira aux nostalgiques des grands paquebots transatlantiques des répliques de certaines cabines historiques.
Le paquebot serait, entre autres, doté d'un théâtre immersif et d'un spa d'environ 1300 m².

#### Aménagements extérieurs
Un jardin palmeraie s'étendrait sur plus de 1 500 m2 au cœur du navire.